# Jean Combasteil
Pour les articles homonymes, voir Combasteil.
Jean Combasteil, né le 28 juillet 1936 à Rosiers-d'Égletons (Corrèze), est un homme politique français, membre du Parti communiste.

## Biographie
Jean Combasteil est élu maire de Tulle, préfecture de la Corrèze lors des élections municipales de 1977, ce qui fait basculer la municipalité de droite à gauche. 
Il est élu député de la Corrèze dans la 1re circonscription, battant le député sortant RPR Jean-Pierre Bechter. Cinq ans plus tard, le mode de scrutin devient proportionnel. Il mène la liste PCF dans le département mais, ne réunissant que 19,14 % des voix, il n'obtient aucun élu. Il n'est donc plus député. 
Il est réélu maire de Tulle en 1983. Lors des élections municipales de 1989, il fait une alliance avec le nouveau député de la 1re circonscription en la personne de François Hollande qui devient, après l'élection, l'un de ses adjoints au maire. 
Lors des élections municipales de 1995 à Tulle, en juin, il est candidat à sa propre succession. Toutefois, il est battu par le candidat de la droite Raymond-Max Aubert, député de la 1re circonscription depuis 1993, et surtout secrétaire d'Etat au Développement rural depuis le mois de mai de la même année dans le gouvernement Juppé. 
Trois ans plus tard, il est élu conseiller général de la Corrèze dans le Canton de Tulle-Urbain-Sud. Il quitte son mandat en 2008. Il était le troisième et dernier député communiste de Corrèze (les deux autres étant Pierre Pranchère et Jacques Chaminade).